# Jüdischer Friedhof (Deckstein)
Der Jüdische Friedhof Deckstein ist ein für weitere Bestattungen geschlossener, jüdischer Friedhof und liegt im Decksteiner Viertel, das zum Kölner Stadtteil Lindenthal gehört.

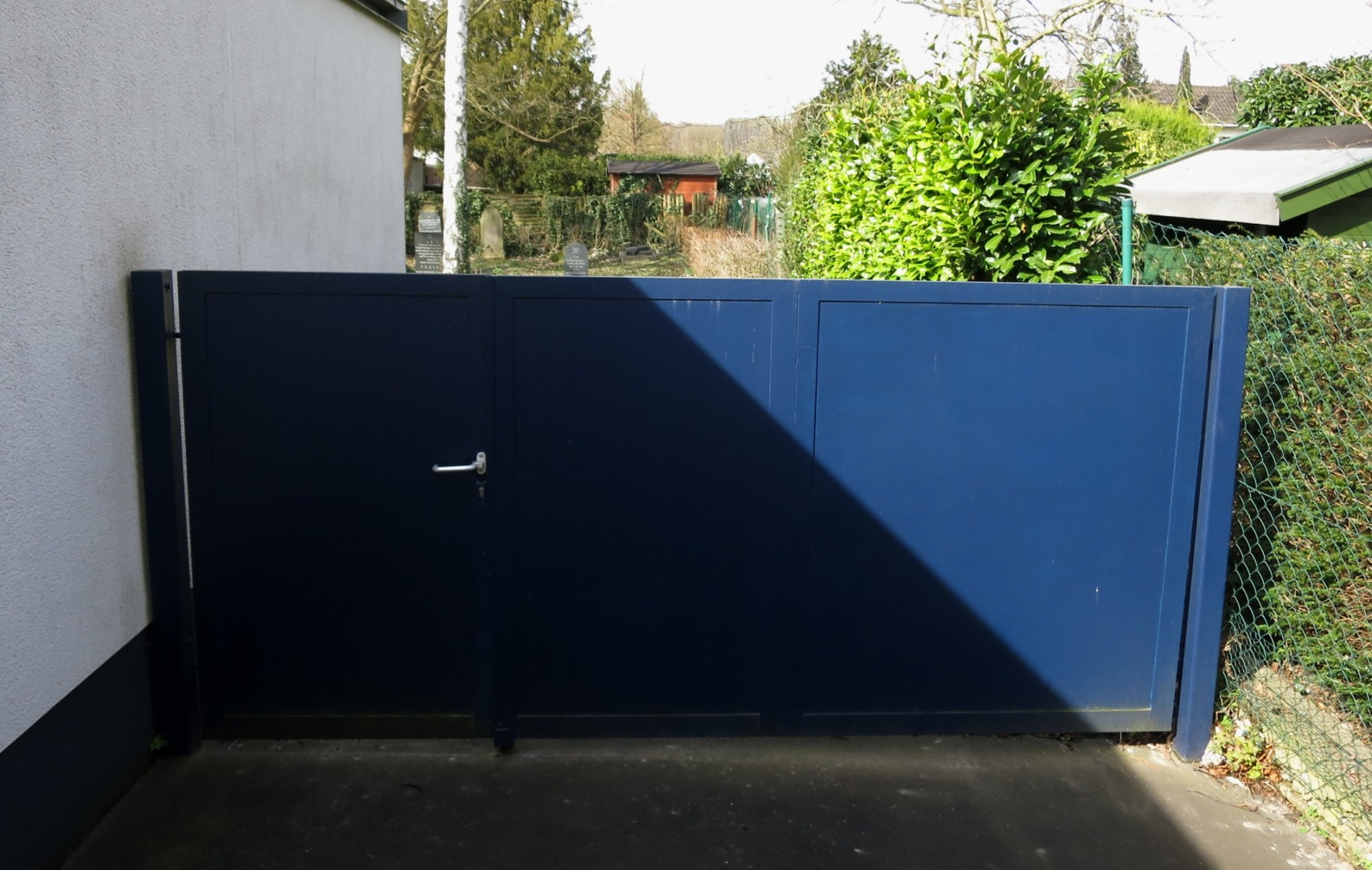
Eingang (Decksteiner Str.)

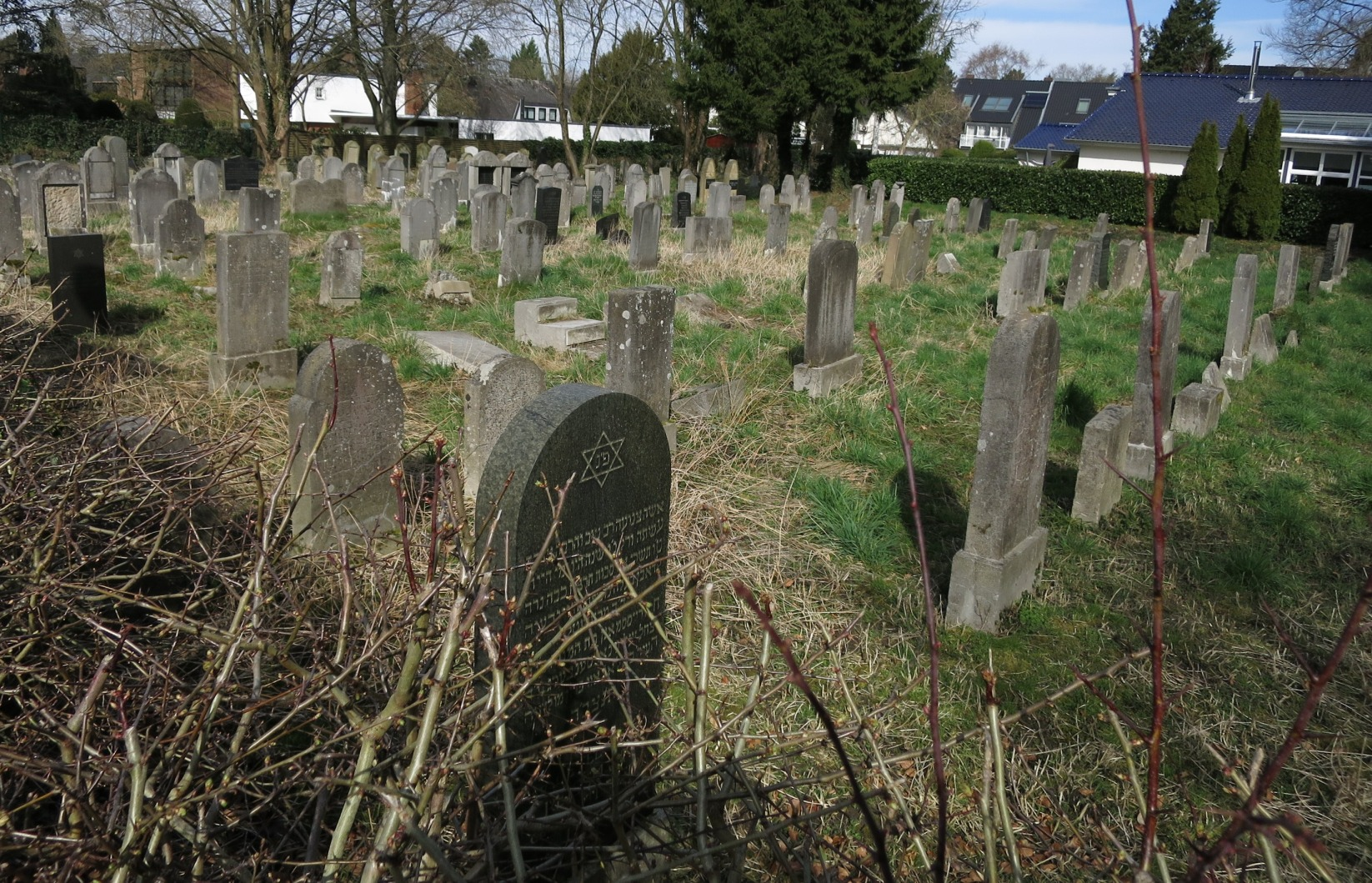
Friedhof (Blick von Keussenstr.)

Heute ist der Friedhof noch etwa 2.700 m² groß und umfasst rund 300 Gräber mit 298 Grabsteinen aus der 1. Hälfte des 20. Jahrhunderts. Er ist nur über einen Privatweg von der Decksteiner Straße aus zu erreichen und öffentlich nicht zugänglich. Als historisches Kulturgut steht er unter Denkmalschutz. Östlich grenzt er an den ehemaligen kommunalen Decksteiner Friedhof, der nun als Park genutzt wird. 
Wie alle Kölner jüdischen Friedhöfe steht er im Besitz und unter Verwaltung der Synagogen-Gemeinde Köln.

## Geschichte
1910 wurde das Areal von der Austrittsgemeinde Adass Jeschurun erworben und der Friedhof angelegt. Ihre Forderung, eine abgegrenzte Parzelle für ihre Mitglieder auf dem Deutzer jüdischen Friedhof zu erhalten, war abgelehnt worden. Die Grabstätten waren allein orthodoxen Juden vorbehalten, wurden aber über Köln hinaus auch von Strenggläubigen rheinischer und westfälischer Gemeinden bis 1945 belegt. Entsprechend den Vorstellungen der Adass Jeschurun sind die Gräber schmucklos und die Grabstelen einfach, meist nur mit hebräischen Schriftzeichen versehen, gehalten. Für die gesetzestreuen Kohanim, die nicht mit Toten in Berührung kommen dürfen, hatten Betsaal und Leichenraum getrennte Dächer, sodass auch sie dem Trauergottesdienst beiwohnen konnten.  
1927 und 1933 wurde der Friedhof geschändet, ohne dass die verdächtigten NSDAP-Mitglieder zur Rechenschaft gezogen wurden. 1936 übernahm der Friedhof auch sterbliche Überreste vom aufgelösten Judenbüchel. Nach dem Krieg wurden aus der angekauften, noch nicht belegten Fläche zwei Grundstücke zur Bebauung (Decksteiner Str. 45 und 47) entnommen.  
1986 fand man auf dem Friedhof das Grab von Therese Wallach (1895–1942), der Leiterin des Abraham-Frank-Hauses, eines jüdischen Waisenhauses. Ein Jahr später wurde ihr zu Ehren von ehemaligen Zöglingen ein Grabstein gestiftet. An Therese Wallach erinnert ferner ein Stolperstein in Köln-Braunsfeld.  